# إيبتيفيباتيد
إيبتيفيباتيد (بالإنجليزية: Eptifibatide)‏ هو دواء يُستعمل في علاج:
- نوبة قلبية[8]
- مرض القلب التاجي[8]
- ذبحة صدرية لامستقرة[8]
- خثار[9]
- نقص التروية (منذ 7 يونيو 1999)[10]

## دوره
يلعب هذا الدواء دورًا في علاج الأمراض كونه:
- مضاد الصفيحات